# 에이펙스 모터스
에이펙스 모터스(영어: APEX Motors)는 2019년에 설립된 전기 자동차 제조회사이다.

## 역사
홍콩 출신인 리앙 제이슨(영어: Leung Jason)과 게리 제이슨(영어: Leung Gary) 형제에 의해 2019년에 설립했으며 이와는 별도로 오스트레일리아 이중 국적을 소유하고 있다. 2018년에 최초 모델인 엘리멘털 RP-1(영어: Elemental RP-1)을 출시했다.
2019년에 AP-1 모델이 출시되었고 엔진은 포드 모터 컴퍼니에서 제작된 2.3리터 엔진을 탑재했다.
2020년 3월에 전기 스포츠카 모델인 에이펙스 AP-0 컨셉트카 사양이 출시되었고, 2022년부터 영국에서 생산될 예정이다.

## 생산 차종
- 에이펙스 AP-0
- 에이펙스 AP-1